# Estonia en los Juegos Olímpicos de Vancouver 2010
Estonia estuvo representada en los Juegos Olímpicos de Vancouver 2010 por un total de 30 deportistas que compitieron en 4 deportes, conformando así la  delegación más grande de todos los países participantes. 
El portador de la bandera en la ceremonia de apertura fue el biatleta Roland Lessing.

## Medallistas
El equipo olímpico estonio obtuvo las siguientes medallas:
| Nombre               | Deporte        | Competición | Fecha |
| -------------------- | -------------- | ----------- | ----- |
| Oro                  |                |             |       |
| —                    |                |             |       |
| Plata                |                |             |       |
| Kristina Šmigun-Vähi | Esquí de fondo | 10 km F     | 15.02 |
| Bronce               |                |             |       |
| —                    |                |             |       |